# Platzerberg
Der Platzerberg ist mit 629 m ü. NN die höchste Erhebung der Gemeinde Triebel im Vogtland. Auf seiner Kuppe stand eine alte Vermessungssäule der Königlich-sächsischen Triangulierung. Mittlerweile ist der Berg jedoch vollständig mit Wald bedeckt.